# Пас, Мерседес
Мерседес Пас (исп. Mercedes Paz; р. 27 июня 1966, Тукуман) — аргентинская профессиональная теннисистка, победительница 25 турниров Женской теннисной ассоциации в одиночном и парном разряде. Лауреат награды WTA за вклад в развитие тенниса (1989).

## Спортивная карьера

### Первые годы карьеры (1984—1988)
Мерседес Пас начала выступать в профессиональных турнирах с января 1984 года. Уже на втором своём профессиональном турнире, проходившем во Флориде под эгидой Международной федерации тенниса (ITF), она в паре с американкой Ронни Рейс дошла до финала. В июне в Лионе она выиграла с Рейс свой первый турнир ITF в парном разряде, а в одиночном вышла в свой первый финал, победив по пути посеянную пятой Изабель Демонжо и проиграв затем Катерине Малеевой. В сентябре в Токио Пас выиграла с Рейс и свой первый турнир тура Virginia Slims, проводившегося Женской теннисной ассоциацией (WTA).
Первый титул в одиночном разряде Пас завоевала на турнире ITF в Куритибе (Бразилия) в марте следующего года, а две недели спустя добилась аналогичного успеха уже на турнире Virginia Slims в Сан-Паулу, где последовательно победила четырёх посеянных соперниц, включая первую ракетку турнира Габриэлу Сабатини. В 1985 году она выиграла ещё два турнира VS в парном разряде и впервые выступила в составе сборной Аргентины в Кубке Федерации, выиграв свои встречи в матчах с командами Перу Новой Зеландии. Два титула в парном разряде она добавила на свой счёт и в 1986 году, а в Кубке Федерации дошла со сборной до полуфинала, где аргентинки проиграли сборной Чехословакии. В одиночном разряде её лучшим результатом стал выход в четвёртый круг Открытого чемпионата Франции после победы над посеянной под восьмым номером Мануэлой Малеевой.
За следующие два года Пас выиграла один турнир WTA в одиночном разряде и пять в парном (все с разными партнёршами). Она приняла участие в Олимпийских играх в Сеуле, но в одиночном разряде проиграла во втором круге Мануэле Малеевой, а в паре с Сабатини — в первом круге канадской паре Бассетт—Хетерингтонв рекордном по продолжительности для Открытой эры матче, завершившемся со счётом 6-78, 7-5, 18-20.

### Пик карьеры (1989—1991)
В 1989 году Пас совершила ещё один шаг вверх в рейтинге, выиграв за сезон пять турниров WTA (снова с разными партнёршами) и дойдя с Манон Боллеграф из Нидерландов до финала Открытого чемпионата Италии, второго по престижности турнира в мире на грунтовых кортах. В этом году она удостоилась награды WTA за вклад в развитие тенниса.
В начале 1990 года Пас, страдавшая избыточным весом (83 кг при росте 178 см), установила для себя жёсткий тренировочный режим и сбросила 11 килограммов. В это время её постоянной партнёршей стала знаменитая испанка Аранча Санчес-Викарио. Только за апрель они вместе выиграли три турнира, включая турнир II категории в Амелия-Айленд (США), а позже вышли в полуфинал в Гамбурге и четвертьфинал на Открытом чемпионате Франции и Уимблдонском турнире. На Открытом чемпионате Франции Пас также нанесла Санчес, выступавшей в ранге действующей чемпионки, но после смены тренера ещё искавшей для себя новый, более агрессивный стиль игры, поражение уже во втором круге. Ещё два турнира Пас выиграла с другими партнёршами, а с Санчес осенью сначала дошла до финала в Фильдерштадте, а потом на Чемпионате Virginia Slims, где они были посеяны четвёртыми и проиграли в решающем матче третьей паре турнира — Кэти Джордан и Элизабет Смайли. По ходу этого сезона Пас поднялась в рейтинге игроков в парном разряде до 12 места.
Расставшись с Санчес, Пас снова стала менять партнёрш. Сезон 1991 года принёс ей только один титул (уже четвёртый завоёванный в Бразилии), но ещё пять раз она играла в финалах, а в турнирах Большого шлема добилась своих главных успехов в женском парном разряде, дойдя до полуфинала сначала во Франции с Сабатини (проиграли второй паре турнира Зверева—Савченко), а затем в Открытом чемпионате США с Лейлой Месхи (проиграли посеянным шестыми Зверевой и Пэм Шрайвер). В одиночном разряде в этом году Пас поднялась на высшее в карьере 28-е место в рейтинге.

### Завершение карьеры (1992—1998)
В 1992 и 1993 годах Пас по два раза выходила в финалы турниров WTA в парном разряде и, хотя побед не добивалась, сохраняла за собой место в числе ведущих теннисисток мира в парах. В 1992 году она также дошла в паре с Патрисией Тарабини до четвертьфинала Олимпиады в Барселоне, где их остановили Наталья Зверева и Лейла Месхи. На исходе 1993 и 1994 годов Пас дважды выигрывала парные турниры ITF у себя на родине, в Аргентине, в 1994 году добавив к этому также победу на турнире WTA в Окленде (Новая Зеландия).
В 1995 году, помимо победы на Открытом чемпионате Хорватии в Загребе, ставшем последним в её карьере выигранным турниром WTA, Пас также стала у себя на родине в Аргентине чемпионкой Панамериканских игр в паре с Тарабини после победы в финале над соперницами из США. В 1996 году она успешно выступала уже в основном в турнирах ITF, но на Открытом чемпионате Франции в паре с Александрой Фусаи сумела дойти до четвертьфинала. По пути они победили две посеянных пары и уступили лишь посеянным вторыми Зверевой и Джиджи Фернандес.
В 1997 году в Палермо в паре с Флоренсией Лабат Пас вышла в последний в карьере финал на турнире WTA. На Открытом чемпионате США она добилась неожиданного успеха в смешанном парном разряде: если до этого её лучшим результатом в миксте был выход в четвертьфинал, то теперь она в паре с Пабло Альбано дошла до финала, победив последовательно пары, посеянные под шестым и первым номерами (и пройдя в четвертьфинале без игры третью посеянную пару). В финале они проиграли посеянным пятыми Манон Боллеграф и Рику Личу. На следующий год в апреле Пас в последний раз выступила в рядах сборной, а в сентябре выигрышем в паре с Лаурой Монтальво турнира ITF в своём родном Тукумане завершила игровую карьеру.

## Участие в финалах турниров Большого шлема
Смешанный парный разряд
| Результат | Год  | Турнир                 | Покрытие | Партнёр       | Соперники в финале      | Счёт в финале  |
| --------- | ---- | ---------------------- | -------- | ------------- | ----------------------- | -------------- |
| Поражение | 1997 | Открытый чемпионат США | Хард     | Пабло Альбано | Манон Боллеграф Рик Лич | 6-3, 5-7, 6-73 |

## Участие в финалахЧемпионата Virginia Slims
Парный разряд
| Результат | Год  | Место         | Покрытие | Партнёр               | Соперники в финале           | Счёт в финале |
| --------- | ---- | ------------- | -------- | --------------------- | ---------------------------- | ------------- |
| Поражение | 1990 | Нью-Йорк, США | Ковёр    | Аранча Санчес-Викарио | Кэти Джордан Элизабет Смайли | 6-74, 4-6     |

## Титулы в турнирах WTA (25)
| Легенда           |
| ----------------- |
| Большой шлем (0)  |
| Чемпионат WTA (0) |
| I категория       |
| II категория (1)  |
| III категория (2) |
| IV категория (3)  |
| V категория (8)   |
| VS (11)           |

### Одиночный разряд (3)
| №  | Дата        | Турнир                | Покрытие | Соперница в финале | Счёт в финале |
| -- | ----------- | --------------------- | -------- | ------------------ | ------------- |
| 1. | 18 мар 1985 | Сан-Паулу, Бразилия   | Грунт    | Лаура Аррайя       | 5-7, 6-1, 6-4 |
| 2. | 7 ноя 1988  | Гуаружа, Бразилия (2) | Грунт    | Рене Симпсон       | 7-5, 6-2      |
| 3. | 21 мая 1990 | Страсбург, Франция    | Грунт    | Энн Гроссман       | 6-2, 6-3      |

### Парный разряд (22)
| №   | Дата        | Турнир                                 | Покрытие | Партнёр               | Соперницы в финале                         | Счёт в финале  |
| --- | ----------- | -------------------------------------- | -------- | --------------------- | ------------------------------------------ | -------------- |
| 1.  | 24 сен 1984 | Токио, Япония                          | Хард     | Ронни Рейс            | Адриана Виллагран Эмильсе Рапони-Лонго     | 6-4, 7-5       |
| 2.  | 18 мар 1985 | Сан-Паулу, Бразилия                    | Грунт    | Габриэла Сабатини     | Нейге Диаш Чилла Бартош                    | 7-5, 6-4       |
| 3.  | 19 авг 1985 | Монтиселло, Нью-Йорк, США              | Хард     | Габриэла Сабатини     | Катержина Бёмова Андреа Голикова           | 5-7, 6-4, 6-3  |
| 4.  | 10 ноя 1986 | Сан-Хуан, Пуэрто-Рико                  | Хард     | Лори Макнил           | Робин Уайт Джиджи Фернандес                | 6-2, 3-6, 6-4  |
| 5.  | 1 дек 1986  | Буэнос-Айрес, Аргентина                | Грунт    | Лори Макнил           | Манон Боллеграф Николь Мунс-Ягерман        | 6-1, 2-6, 6-1  |
| 6.  | 6 апр 1987  | Хилтон-Хед-Айленд, Южная Каролина, США | Грунт    | Ева Пфафф             | Зина Гаррисон Лори Макнил                  | 7-66, 7-5      |
| 7.  | 30 ноя 1987 | Буэнос-Айрес (2)                       | Грунт    | Габриэла Сабатини     | Кристиан Жолиссен Джилл Хетерингтон        | 6-2, 6-2       |
| 8.  | 4 июл 1988  | Бостад, Швеция                         | Грунт    | Сандра Чеккини        | Сильвия Ла Фратта Линда Феррандо           | 6-0, 6-2       |
| 9.  | 11 июл 1988 | Брюссель, Бельгия                      | Грунт    | Тина Шойер-Ларсен     | Катерина Малеева Раффаэлла Реджи           | 7-63, 6-1      |
| 10. | 7 ноя 1988  | Гуаружа, Бразилия (2)                  | Грунт    | Беттина Фулько        | Карин Баккум Симона Схилдер                | 6-3, 6-4       |
| 11. | 1 мая 1989  | Таранто, Италия                        | Грунт    | Сабрина Голеш         | Софи Амиаш Эмманюэль Дерли                 | 6-2, 6-2       |
| 12. | 22 мая 1989 | Страсбург, Франция                     | Грунт    | Юдит Визнер           | Лиз Грегори Гретхен Мейджерс               | 6-3, 6-3       |
| 13. | 17 июл 1989 | Брюссель (2)                           | Грунт    | Манон Боллеграф       | Карин Баккум Симона Схилдер                | 6-1, 6-2       |
| 14. | 24 июл 1989 | Бостад (2)                             | Грунт    | Тина Шойер-Ларсен     | Сабрина Голеш Катерина Малеева             | 6-2, 7-5       |
| 15. | 11 дек 1989 | Гуаружа (3)                            | Хард     | Патрисия Тарабини     | Лусиана Корсато-Овсянка Клаудиа Шабалгойти | 6-2, 6-2       |
| 16. | 9 апр 1990  | Амелия-Айленд, Флорида, США            | Грунт    | Аранча Санчес-Викарио | Регина Кордова Андреа Темешвари            | 7-65, 6-4      |
| 17. | 16 апр 1990 | Тампа, Флорида, США                    | Грунт    | Аранча Санчес-Викарио | Лаура Аррайя Сандра Чеккини                | 6-2, 6-0       |
| 18. | 23 апр 1990 | Барселона, Испания                     | Грунт    | Аранча Санчес-Викарио | Сабрина Голеш Патрисия Тарабини            | 6-77, 6-2, 6-1 |
| 19. | 9 июл 1990  | Бостад (3)                             | Грунт    | Тина Шойер-Ларсен     | Карин Баккум Николь Мунс-Ягерман           | 6-3, 7-5       |
| 20. | 2 дек 1991  | Сан-Паулу (4)                          | Грунт    | Инес Горрочатеги      | Рената Бараньска Лора Глитц                | 6-2, 6-2       |
| 21. | 31 янв 1994 | Окленд, Новая Зеландия                 | Хард     | Патрисия Хай          | Дженни Бирн Джули Ричардсон                | 6-4, 7-63      |
| 22. | 24 апр 1995 | Загреб, Хорватия                       | Грунт    | Рене Симпсон          | Лаура Голарса Ирина Спырля                 | 7-5, 6-2       |